# هايدن مولينز

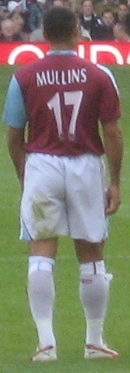
هايدن مولسن

هايدن مولسن (بالإنجليزية: Hayden Mullins)‏، من مواليد 27 مارس 1979 في ريدينغ في إنجلترا، لاعب كرة قدم إنجليزي.
بدأ مسيرته الكروية مع نادي كريستال بالاس في عام 1998، ولعب معهم حتى عام 2003، وشارك معهم في 222 مباراة وسجل 18 هدف، وفي عام 2003 أعير إلى نادي وست هام يونايتد، ولعب معهم مباراة واحدة، ومنذ عام 2003 وهو يلعب مع نادي وست هام يونايتد.

## روابط خارجية
- هايدن مولينز على موقع قاعدة بيانات كرة القدم.إي يو (الإنجليزية)
- هايدن مولينز على موقع Soccerbase.com (لاعب) (الإنجليزية)
- هايدن مولينز على موقع عالم كرة القدم.نت (الإنجليزية)
- هايدن مولينز على موقع كووورة